# Athos Palma
Athos Palma (Buenos Aires, 7 de junio de 1891 — Miramar, 10 de enero de 1951) fue un compositor de música clásica y profesor en las áreas de armonía, composición, contrapunto y pedagogía de Argentina.

## Carrera
Decidió su vocación musical entre otras áreas que también le interesaban, como la filosofía y la medicina. Respecto a la primera, se recibió en la Facultad de Filosofía de la Universidad de Buenos Aires; y además estudió seis años de medicina.
En lo musical fueron sus maestros Cayetano Troiani y Carlos Pedrell. Viajó a Europa para continuar sus estudios. A su regreso, contrajo matrimonio con Augusta Tarnassí.
Sus inicios se dieron en la Sociedad Nacional de Música, entidad que le permitió realizar sus primeras publicaciones y estrenar sus obras de cámara.
Realizó importantes composiciones como:
- Suite para arcos (1912)
- Sonata para violín y piano (1924)
- Nazdah (ópera, 1924)
- Los hijos del sol (poema sinfónico, 1929)
- Jardines (poema sinfónico, 1930)

Desempeñó varios cargos, como inspector general de Música en el Consejo Nacional de Educación, integró la comisión directiva y fue director general del Teatro Colón, y como miembro de la Comisión Nacional de Cultura.
Fue además docente, recibido de Profesor de Composición y Pedagogía en el Conservatorio Nacional de Música y Arte Escénico, y publicó varios libros sobre música:
- Teoría razonada de la música.[4]
- Tratado sobre el ritmo.
- Tratado completo sobre armonía.[5]

Al fallecer, el diario La Nación publicó:

Una figura de singular relieve en la música argentina; compositor de sólida preparación técnica y depurada inspiración; como pedagogo se deleitaba en enseñar; fue un gran propulsor de nuestro arte formando nuevos compositores e intérpretes.

## Homenajes y reconocimientos
Diversas instituciones recibieron su nombre, entre ellas se encuentran:
- Escuela de Coro y Orquesta "Athos Palma".[6]
- Jardín de Infantes Integral N° 01 D.E 10 "Athos Palma".[7]
- Biblioteca "Athos Palma" del Instituto Superior de Música de la Universidad Nacional del Litoral.[8]

El barrio de Saavedra de la Ciudad Autónoma de Buenos Aires posee una calle llamada "Athos Palma".